# Bászel Aurél
Bászel Aurél (Kassa, 1845. október 9. – Budapest, 1920. február 20.) bölcselettudor, főgimnáziumi tanár, klasszika-filológus.

## Életútja
A gimnáziumot 1857-től 1864-ig Kassán és Eperjesen végezte; 1864-től 1869-ig a klasszika-filológiát tanulmányozta a berlini, bonni, hallei és tübingeni egyetemeken. Ez utóbbi helyen 1869. augusztus 11-én bölcselettudori oklevelet nyert. Hazájába visszatérvén, 1871. szeptember 1-től 1872. március 1-ig a görög és latin nyelv tanára volt a budapesti evangélikus gimnáziumban. 1872. szeptember 10-én a klasszika-filológia magántanára lett a budapesti egyetemen és ott 1883. júniusig működött; augusztus 19-én kineveztetett a klasszika-filológia rendes tanárává a fehértemplomi magyar királyi állami főgimnáziumhoz, itt 1908-ig tanított. Miután nyugdíjba vonult, Budapestre költözött. Könyvtárát, mely 5000 kötetből állt, 1889 végén megvette a közoktatási minisztérium, részben a budapesti egyetem könyvtára, részben a filológiai szeminárium számára.
Kisebb dolgozatai megjelentek a pesti evangélikus gimnázium Értesítőjében (1871.), Magyar Tanügyben (1875.), Tanáregylet Közlönyében (1875-76.), Figyelőben (1876.), Egyet. Philol. Közlönyben (1877-82.), Lőcsei Albumban (1882.), Aradi Középiskolai Szemlében (1882.), Pester Lloydban (1883. 53., 55., 62., 66. sz.), a fehértemplomi magyar királyi állami gymnasium Értesítőiben (1884., 1886.)

## Munkái
- Theokritos idylljei és a görög-római idyll. Bpest, 1880. (Ism. Hon 275. P. Napló 277. Főv. L. 245 M. Polgár 257. Neues P. Journal 543. Bud. Szemle XXV. P. Lloyd 1881. 94. l., Egyetemes Philol. Közlöny, Ung. Revue 1881. 198. l. sat.)
- Thukydides beszédei. Uo. 1881. (Ism. Századok, Tanáregylet Közlönye, Berliner Philol. Wochenschrift, P. Lloyd 236. Hon, Ellenőr, Egyetértés, Bud. Szemle, Magyarország, Középisk. Szemle 1882. sat.)
- A classica philologia jelesebb munkásai életrajzokban. I. kötet. Uo. 1882. (Ism. Főv. L. 96. P.-Napló 117., 194. Egyetértés 118. Bud. Szemle XXXI. Prot. Egyh. és Isk. Lap, Berliner Philol. Wochenschrift, Egyet. Philol. Közlöny, Tanáregylet Közlönye sat.)
- Horatius élete és költeményeinek időrendje. Arad, 1882. (Különnyomat a Középisk. Szemléből.)
- Nehány szó a régi hellenek főjellemvonásairól. Lőcse, 1882. (Különnyomat a lőcsei főreáliskola Albumából. Ism. M. Tanügy XVI. Tanáregylet Közl. XVI. Egyetértés 1883. 286. sz.)
- Az ókori classikusok tanulmánya mint általános műveltségünk egyik főeszköze. Bpest, 1883. (Ism. M. Tanügy, Tanáregylet Közlönye, Egyetértés 268. sz. Berliner Philol. Wochenschrift.)
- Horatius életbölcselete. Fehértemplom, 1884.
- Die Bedeutung des Studiums der Klassiker im Rahmen des humanistischen Gymnasiums. Uo. 1887.
- Über Wesen und Werth der deutschen Universitäten. Fehértemplom, 1888.
- Über Weltschmerz in der antiken und modernen Poesie. Fehértemplom, 1888.
- Über das Trinken. Eine mythologische Studie. (Fehértemplom, 1891)
- Über das Wesen und Berechtigung des Humors. (Fehértemplom, 1891)
- Über die Nichtigkeit menschlicher Erkenntniss (Fehértemplom, 1892)
- Horaz als Vertreter griechisches Geistes und griechischer Muse in Rom. (Fehértemplom, 1894)
- Ursprung, Inhalt und Entwickelung der deutschen Kaisersage. (Fehértemplom, 1899).